# Lukas Schöfl
Lukas Schöfl (* 11. Februar 2001) ist ein österreichischer Fußballspieler.

## Karriere

### Verein
Schöfl begann seine Karriere beim SC Columbia Floridsdorf. Zur Saison 2016/17 wechselte er in die Akademie des Wolfsberger AC. Im Juni 2017 debütierte er für die Amateure des WAC in der Landesliga, als er am 30. Spieltag jener Saison gegen den SV Spittal/Drau in der 71. Minute für Moritz Leitner eingewechselt wurde. Zu Saisonende stieg er mit den Amateuren des WAC in die Regionalliga auf.
Im August 2017 gab er sein Debüt in dieser, als er am dritten Spieltag der Saison 2017/18 gegen die LASK Juniors OÖ in der 87. Minute für Benjamin Mulahalilović ins Spiel gebracht wurde. Im November 2017 stand er gegen den SKN St. Pölten erstmals im Kader der Profis des WAC, kam jedoch zu keinem Einsatz. Im April 2018 erzielte er bei einem 2:0-Sieg gegen die Union St. Florian sein erstes Tor in der Regionalliga.
Zur Saison 2018/19 rückte Schöfl fest in den Profikader der Kärntner auf. Im Mai 2019 debütierte er schließlich in der Bundesliga, als er am 30. Spieltag jener Saison gegen den SKN St. Pölten in der 84. Minute für Christopher Wernitznig eingewechselt wurde. Dies blieb sein einziger Saisoneinsatz. In der Saison 2019/20 kam er zu sieben Bundesligaeinsätzen. In der Saison 2020/21 absolvierte er sechs Partien, in der Saison 2021/22 dann nur eine.
Zur Saison 2022/23 wurde Schöfl in seine Heimat Wien-Floridsdorf an den Zweitligisten Floridsdorfer AC verliehen. Für den FAC kam er insgesamt zehnmal in der 2. Liga zum Einsatz. Mitte Jänner 2023 wurde sein Leihvertrag wieder aufgelöst. Anschließend wechselte er im Februar 2023 zum Regionalligisten SR Donaufeld Wien.

### Nationalmannschaft
Schöfl debütierte im August 2017 gegen Finnland für die österreichische U-17-Auswahl. Bis März 2018 absolvierte er zwölf Spiele für diese und erzielte dabei ein Tor. Im September 2018 kam er gegen Rumänien zu seinem ersten Einsatz für die U-18-Mannschaft. Im November 2019 spielte er gegen die Schweiz erstmals für die U-19-Auswahl.